# 陽光院 (横浜市)
陽光院（ようこういん）は、神奈川県横浜市神奈川区三ツ沢中町にある曹洞宗の寺院。山号は圓明山。横浜市営三ツ沢墓地に隣接した場所にある。

## 歴史
1700年頃、神奈川七軒町今の青木橋辺りに開かれたお寺で、曹洞宗の大本山、永平寺三十七世石牛天梁大和尚（東山天皇勅賜本然圓明禅師）が開山。
始め養老軒と称し、石牛天梁大和尚（本然圓明禅師）の隠棲所として建立された。後、金沢区伝心寺の末寺、陽光院の寺号を移したと言われる。
大正三年には敷地を売り払い今の三ツ沢南町に移転。その後、昭和二十年の横浜大空襲により全伽藍が焼失し、昭和二十三年、現在地の三ツ沢中町に再び移転。
永平寺の歴代住職が開山されたお寺として、陽光院は大本山永平寺の直末寺と言われる。